# Mały Puchar Świata
Mały Puchar Świata (hiszp. Pequeña Copa del Mundo) – międzynarodowy klubowy turniej piłkarski rozgrywany w latach 1952–1975 w Wenezueli. W turnieju brały udział od 2 do 4 czołowych zespołów z Europy i Ameryki Południowej. Rozgrywki turnieju odbywały się systemem kołowym. Wszystkie mecze odbyły się na Estadio Olímpico w Caracas.
Początkowo Puchar Łaciński ustalał europejskich uczestników Małego Pucharu Świata. Nic nie wiadomo na temat kryteriów odbioru z Ameryki Południowej. W pierwszej edycji uczestniczyły kluby: wenezuelski La Salle FC, hiszpański Real Madryt, brazylijski Botafogo F.R. i kolumbijski Millonarios FC. Millonarios FC, Corinthians Paulista i São Paulo FC wygrały trzy kolejne edycje, odpowiednio, a Real Madryt i CF Barcelona dwa ostatnie sezony w latach 1956 i 1957.
Po 1957 nastąpiła sześcioletnia przerwa w rozgrywkach, a następnie turniej pojawił się ponownie w 1963 pod nazwą Taça Ciudad de Caracas.
Od 1965 roku turniej stracił swoją popularność, w rozgrywkach już nie uczestniczyły najsilniejsze kluby i  nie można było ich nazwać międzykontynentalnymi (w latach 1965, 1966 i 1969 wzięło w nim udział tylko europejskie kluby). Również nazwa turnieju w tamtych latach brzmiała inaczej:
- 1963 – Taça Ciudad de Caracas
- 1965 – Copa María Dolores Gabeka
- 1966 – Troféo Simón Bolívar
- 1967 – Copa Cuadricentenario de Caracas
- 1969 – Torneo Reyes de Caracas
- 1970 – Torneo Reyes de Caracas
- 1975 – Taça Ciudad de Caracas
- 2005 - European-America Tournament

## Finały
| Edycja | Rok       | Mistrz                    | Wicemistrz          | 3 miejsce       | 4 miejsce                 |
| ------ | --------- | ------------------------- | ------------------- | --------------- | ------------------------- |
| I      | 1952      | Real Madryt               | Botafogo F.R.       | Millonarios FC  | La Salle FC               |
| II     | 1953-I    | Millonarios FC            | River Plate         | Rapid Wiedeń    | RCD Espanyol              |
| III    | 1953-II   | Corinthians Paulista      | AS Roma             | CF Barcelona    | Caracas FC                |
|        | 1954      | Rozgrywki nie odbyły się. |                     |                 |                           |
| IV     | 1955      | São Paulo FC              | Valencia CF         | SL Benfica      | La Salle FC               |
| V      | 1956      | Real Madryt               | CR Vasco da Gama    | FC Porto        | AS Roma                   |
| VI     | 1957      | CF Barcelona              | Botafogo F.R.       | Sevilla FC      | Club Nacional de Football |
|        | 1958–1962 | Rozgrywki nie odbyły się. |                     |                 |                           |
| VII    | 1963      | São Paulo FC              | Real Madryt         | FC Porto        | -                         |
|        | 1964      | Rozgrywki nie odbyły się. |                     |                 |                           |
| VIII   | 1965      | SL Benfica                | Atlético Madryt     | -               | -                         |
| IX     | 1966      | Valencia CF               | Vitória SC          | SS Lazio        | -                         |
| X      | 1967      | Athletic Bilbao           | Académica Coimbra   | Platense        | -                         |
|        | 1968      | Rozgrywki nie odbyły się. |                     |                 |                           |
| XI     | 1969      | Spartak Trnawa            | Deportivo La Coruña | Sporting CP     | -                         |
| XII    | 1970      | Vitória Setúbal           | Santos FC           | Chelsea F.C.    | Werder Brema              |
|        | 1971–1974 | Rozgrywki nie odbyły się. |                     |                 |                           |
| XIII   | 1975      | NRD                       | Boavista FC         | Rosario Central | Real Saragossa            |
|        | 1976–2004 | Rozgrywki nie odbyły się. |                     |                 |                           |
| XIV    | 2005      | Feyenoord                 | RCD Espanyol        | Nacional        |                           |

## Statystyki
| Lp.    | Klub                 | Zdobywca | Finalista | Lata triumfów  |
| ------ | -------------------- | -------- | --------- | -------------- |
| 1.     | Real Madryt          | 2        | 1         | 1952, 1956     |
| 2.     | São Paulo FC         | 2        | 0         | 1955, 1963     |
| 3.     | Valencia CF          | 1        | 1         | 1966           |
| 4-12.  | Millonarios FC       | 1        | 0         | 1953-I edycja  |
|        | Corinthians Paulista | 1        | 0         | 1953-II edycja |
|        | CF Barcelona         | 1        | 0         | 1957           |
|        | SL Benfica           | 1        | 0         | 1965           |
|        | Athletic Bilbao      | 1        | 0         | 1967           |
|        | Spartak Trnawa       | 1        | 0         | 1969           |
|        | Vitória Setúbal      | 1        | 0         | 1970           |
|        | NRD                  | 1        | 0         | 1975           |
|        | Feyenoord            | 1        | 0         | 1975           |
| 13.    | Botafogo F.R.        | 0        | 2         |                |
| 14-22. | River Plate          | 0        | 1         |                |
|        | AS Roma              | 0        | 1         |                |
|        | CR Vasco da Gama     | 0        | 1         |                |
|        | Atlético Madryt      | 0        | 1         |                |
|        | Vitória SC           | 0        | 1         |                |
|        | Académica Coimbra    | 0        | 1         |                |
|        | Deportivo La Coruña  | 0        | 1         |                |
|        | Santos FC            | 0        | 1         |                |
|        | Boavista FC          | 0        | 1         |                |